# Onda de tornados do furacão Cindy (2005)
A onda de tornados do furacão Cindy foi uma onda de tornados de quase dois dias que estava associada à passagem do furacão Cindy sobre o sul dos Estados Unidos que começou em 6 de Julho de 2005 sobre as costas dos estados americanos do Alabama e a Flórida, bem como a Geórgia, antes de terminar na costa dos estados do Mid-Atlantic em 8 de Julho. A onda não causou fatalidades, com apenas uma pessoa ferida, mas foi relativamente intensa devido aos dois "toques ao chão" de tornados F2. O próprio furacão causou 3 fatalidades, duas na Geórgia e um no Alabama. Cindy produziu 44 tornados em sete estados americanos num período de quase dois dias. Os danos foram agravados pela passagem do furacão Dennis, que atingiu os Estados Unidos apenas alguns dias após a passagem de Cindy pela região.

## Eventos tornádicos
A onda de tornados começou assim que o sistema remanescente do furacão Cindy enfraqueceu sobre a Luisiana. Assim que a tempestade se enfraquecia, fortes trovoadas começaram a se formar ao longo das bandas externas da tempestade no Alabama. O primeiro tornado tocou ao chão perto de Semmes, Alabama, por volta das 9:00 (UTC). O tornado causou destelhamentos a várias construções, e também causando a queda de várias árvores. Nas dez horas seguintes, vários tornados F0 e dois tornados F1 tocaram ao chão no Alabama e na Flórida. No final da noite de 6 de Julho, o sistema remanescente de Cindy seguia sobre o Alabama e a atividade tornádica seguiu para a Geórgia. Às 13:45 (UTC), um grande tornado tocou ao chão perto do Atlanta Motor Speedway causando severos danos a estruturas no complexo. O tornado então seguiu para um aeroporto onde vários aviões e helicópteros foram danificados. Várias residências foram destruídas ou danificadas pelo tornado. O tornado foi classificado como um tornado F2 na escala Fujita pelo Serviço Nacional de Meteorologia dos Estados Unidos (NWS). A atividade tornádica diminuiu por um curto período de tempo, mas logo voltou a aumentar no começo da madrugada de 7 de Julho assim que o sistema remanescente de Cindy seguia pela Geórgia. Às 17:10 (UTC), um tornado F2 tocou ao chão a cerca de 11 km ao sul de Taylorsville, Carolina do Norte, onde três construções foram danificadas e uma casa móvel foi destruída. Cerca de uma hora depois, outro tornado F2  tocou ao chão na Carolina do Norte, a cerca de 7 quilômetros de Harmony. O tornado danificou várias construções antes de seguir para o condado de Yadkin, onde mais 13 construções foram danificadas, assim como danos em plantações de fumo e de milho. Nas horas seguintes, a atividade tornádica chegou na Virginia. Antes do sistema remanescente de Cindy seguir para o Oceano Atlântico, sete tornados F1 atingiram o estado. A onda de tornados chegou ao fim nas primeiras horas de 8 de Julho assim que Cindy começou a se afastar da costa leste dos Estados Unidos.

## Tornados confirmados
| Total | F0 | F1 | F2 | F3 | F4 | F5 |
| 44    | 26 | 15 | 3  | 0  | 0  | 0  |

### Eventos de 6 de Julho
| Lista de tornados confirmados - Quarta-feira, 6 de Julho de 2005 | Lista de tornados confirmados - Quarta-feira, 6 de Julho de 2005 | Lista de tornados confirmados - Quarta-feira, 6 de Julho de 2005 | Lista de tornados confirmados - Quarta-feira, 6 de Julho de 2005 | Lista de tornados confirmados - Quarta-feira, 6 de Julho de 2005 | Lista de tornados confirmados - Quarta-feira, 6 de Julho de 2005 | Lista de tornados confirmados - Quarta-feira, 6 de Julho de 2005 |
| ---------------------------------------------------------------- | ---------------------------------------------------------------- | ---------------------------------------------------------------- | ---------------------------------------------------------------- | ---------------------------------------------------------------- | ---------------------------------------------------------------- | --- |
| F#                                                               | Localidade                                                       | Condado                                                          | Coord.                                                           | Hora (UTC)                                                       | Comprimento da trajetória                                        | Danos |
| Alabama                                                          |                                                                  |                                                                  |                                                                  |                                                                  |                                                                  | |
| F0                                                               | Região de Semmes                                                 | Mobile                                                           | 30° 47′ N, 88° 15′ L                                             | 09:00                                                            | 800 m                                                            | Breve toque ao chão, danos compreendidos principalmente a destelhamentos. Cerca de 50.000 dólares em prejuízos.                                                                                       |
| F0                                                               | Região de Chunchula                                              | Mobile                                                           | 30° 55′ N, 88° 12′ O                                             | 09:53                                                            | 800 m                                                            | Breve toque ao chão, árvores e postes caídos. Cerca de 20.000 dólares em prejuízos. |
| F0                                                               | Região de Leroy                                                  | Washington                                                       | 31° 30′ N, 87° 59′ O                                             | 11:20                                                            | 800 m                                                            | Breve toque ao chão, árvores e postes caídos. Cerca de 15.000 dólares em prejuízos. |
| F0                                                               | Oeste de Walker Springs                                          | Clarke                                                           | 31° 32′ N, 87° 53′ O                                             | 11:25                                                            | 800 m                                                            | Breve toque ao chão, árvores e postes caídos. Cerca de 15.000 dólares em prejuízos. |
| F0                                                               | Região de Atmore                                                 | Escambia                                                         | 31° 02′ N, 87° 30′ O                                             | 12:20                                                            | 800 m                                                            | Breve toque ao chão, danos principalmente a árvores. Cerca de 5.000 dólares em prejuízos. |
| F0                                                               | Região de Watkins Bridge                                         | Covington                                                        | 31° 05′ N, 86° 26′ O                                             | 15:45                                                            | 800 m                                                            | Breve toque ao chão, árvores e postes caídos. Cerca de 15.000 dólares em prejuízos. |
| F0                                                               | Região Lockhart                                                  | Covington                                                        | 31° 01′ N, 86° 21′ O                                             | 15:57                                                            | 1,6 km                                                           | Breve toque ao chão, árvores e postes caídos. Cerca de 15.000 dólares em prejuízos. |
| F1                                                               | Norte de Autaugaville                                            | Autauga                                                          | 32° 30′ N, 86° 40′ O                                             | 18:27                                                            | 500 m                                                            | Breve toque ao chão, apenas uma construção externa destruída. Cerca de 14.000 dólares em prejuízos.                                                                                                   |
| F0                                                               | Noroeste of Vida                                                 | Autauga                                                          | 32° 37′ N, 86° 41′ O                                             | 18:36                                                            | 300 m                                                            | Breve toque ao chão, danos apenas em árvores. Cerca de 3.000 dólares em prejuízos. |
| F0                                                               | Sul-sudoeste of Cecil                                            | Montgomery                                                       | 32° 16′ N, 86° 01′ O                                             | 18:42                                                            | 12,2                                                             | Tornado causou severos danos a um complexo de beisebol. Cerca de 22.000 dólares em prejuízos. |
| F0                                                               | Oeste de Shorter                                                 | Macon e Elmore                                                   | 32° 24′ N, 85° 59′ O                                             | 18:55                                                            | 9 km                                                             | Algumas estruturas danificadas. Cerca de 18.000 dólares em prejuízos. |
| F0                                                               | Sul-sudoeste de Tallassee                                        | Elmore                                                           | 32° 31′ N, 85° 54′ O                                             | 19:17                                                            | 2,1 km                                                           | Breve toque ao chão, três casas e uma construção externa danificada. Cerca de 38.000 dólares em prejuízos.                                                                                            |
| F1                                                               | Noroeste de Tuskegee                                             | Macon                                                            | 32° 31′ N, 85° 48′ O                                             | 19:34                                                            | 200 m                                                            | Breve toque ao chão, uma loja de carros totalmente destruída, deixando uma pessoa ferida. Cerca de 48.000 dólares em prejuízos.                                                                       |
| F0                                                               | Sudoeste de Prattville                                           | Autauga                                                          | 32° 25′ N, 86° 33′ O                                             | 19:56                                                            | 300 m                                                            | Breve toque ao chão, apenas árvores danificadas. Cerca de 2.000 dólares em prejuízos. |
| F0                                                               | Leste de Camp Hill                                               | Tallapoosa                                                       | 32° 48′ N, 85° 35′ O                                             | 20:34                                                            | 200 m                                                            | Breve toque ao chão, nenhum dano relatado. |
| F0                                                               | Sudoeste de La Fayette                                           | Chambers                                                         | 32° 44′ N, 85° 28′ O                                             | 20:34                                                            | 200 m                                                            | Breve toque ao chão, nenhum dano relatado. |
| F0                                                               | Leste de Opelika                                                 | Lee                                                              | 32° 39′ N, 85° 13′ O                                             | 20:40                                                            | 1,9 km                                                           | Breve toque ao chão, duas casas móveis danificadas. Cerca de 34.000 dólares em prejuízos. |
| Flórida                                                          |                                                                  |                                                                  |                                                                  |                                                                  |                                                                  | |
| F0                                                               | Região de Cantonment                                             | Escambia                                                         | 30° 37′ N, 87° 20′ O                                             | 11:50                                                            | 1,6 km                                                           | Breve toque ao chão, árvores e postes caídos. Cerca de 20.000 dólares em prejuízos. |
| F0                                                               | Região de Bratt                                                  | Escambia                                                         | 30° 58′ N, 87° 26′ O                                             | 12:11                                                            | 800 m                                                            | Breve toque ao chão, árvores e postes caídos. Cerca de 15.000 dólares em prejuízos. |
| F0                                                               | Região de Laurel Hill                                            | Okaloosa                                                         | 30° 58′ N, 87° 28′ O                                             | 15:55                                                            | 1,6                                                              | Breve toque ao chão, árvores e postes caídos. Cerca de 15.000 dólares em prejuízos. |
| Geórgia                                                          |                                                                  |                                                                  |                                                                  |                                                                  |                                                                  | |
| F0                                                               | Sudoeste de Rocky Mount                                          | Meriwether                                                       | 33° 09′ N, 84° 41′ O                                             | 22:30                                                            | 500 m                                                            | Breve toque ao chão, duas casas móveis e alguns veículos danificados. Cerca de 25.000 dólares em prejuízos.                                                                                           |
| F0                                                               | Norte de Haralson                                                | Coweta                                                           | 33° 17′ N, 84° 34′ O                                             | 01:00                                                            | 200 m                                                            | Breve toque ao chão, danos apenas a árvores. Cerca de 1.000 dólares em prejuízos. |
| F0                                                               | Sudeste de Fayeteville                                           | Fayette                                                          | 33° 26′ N, 84° 26′ O                                             | 01:10                                                            | 1,8                                                              | Breve toque ao chão, centenas de árvores foram derrubadas, causando danos a residências e a veículos. Dois estabelecimentos comerciais foram destelhados. Cerca de 2 milhões de dólares em prejuízos. |
| F2                                                               | Atlanta Motor Speedway                                           | Henry e Clayton                                                  | 33° 23′ N, 84° 19′ O                                             | 01:45                                                            | 14,5                                                             | Ver abaixo |
| F0                                                               | Oeste de Mc Donough                                              | Henry                                                            | 33° 27′ N, 84° 10′ O                                             | 01:55                                                            | 800 m                                                            | Breve toque ao chão, uma igreja e várias residências foram danificadas. Várias árvores e postes também foram danificados. Cerca de 150.000 dólares em danos.                                          |
| F1                                                               | Nordeste de Mc Donough                                           | Henry                                                            | 33° 29′ N, 84° 06′ O                                             | 01:55                                                            | 11,3 km                                                          | Danos à agricultura, a árvores e postes. Cerca de 25.000 dólares em prejuízos. |
| Fontes: NCDC Tornado History Project 7/6/05                      |                                                                  |                                                                  |                                                                  |                                                                  |                                                                  | |

### Eventos de 7 de Julho
| Lista de tornados confirmados - Quinta-feira, 7 de Julho de 2005 | Lista de tornados confirmados - Quinta-feira, 7 de Julho de 2005 | Lista de tornados confirmados - Quinta-feira, 7 de Julho de 2005 | Lista de tornados confirmados - Quinta-feira, 7 de Julho de 2005 | Lista de tornados confirmados - Quinta-feira, 7 de Julho de 2005 | Lista de tornados confirmados - Quinta-feira, 7 de Julho de 2005 | Lista de tornados confirmados - Quinta-feira, 7 de Julho de 2005                                                                                                 |
| ---------------------------------------------------------------- | ---------------------------------------------------------------- | ---------------------------------------------------------------- | ---------------------------------------------------------------- | ---------------------------------------------------------------- | ---------------------------------------------------------------- | --- |
| F#                                                               | Localidade                                                       | Condado                                                          | Coord.                                                           | Hora (UTC)                                                       | Comprimento da trajetória                                        | Danos |
| Carolina do Sul                                                  |                                                                  |                                                                  |                                                                  |                                                                  |                                                                  | |
| F1                                                               | Oeste de Anderson                                                | Anderson                                                         | 34° 30′ N, 82° 48′ O                                             | 06:43                                                            | 800 m                                                            | Breve toque ao chão, danos a uma doca e a doze barcos que estavam ancorados nela. Cerca de 150.000 dólares em prejuízos.                                         |
| F1                                                               | Noroeste de Chesnee                                              | Spatanburg e Rutherford (NC)                                     | 35° 11′ N, 81° 55′ O                                             | 14:51                                                            | 300 m                                                            | Breve toque ao chão, uma construção externa foi destruída e uma casa móvel foi tombada pelo vento. Cerca de 50.000 dólares em prejuízos.                         |
| Carolina do Norte                                                |                                                                  |                                                                  |                                                                  |                                                                  |                                                                  | |
| F2                                                               | Sul de Taylorsville                                              | Alexander                                                        | 35° 50′ N, 81° 10′ O                                             | 17:10                                                            | 6,4 km                                                           | Tornado destruiu uma casa móvel e danificou várias residências. Cerca de 150.000 dólares em prejuízos.                                                           |
| F2                                                               | Norte-nordeste de Harmony                                        | Iredell e Yadkin                                                 | 36° 00′ N, 80° 45′ O                                             | 18:10                                                            | 13,8 km                                                          | Pelo menos 13 construções foram danificadas ou destruídas. Danos a plantações de tabaco e de milho foram extensas. Cerca de 2,4 milhões de dólares em prejuízos. |
| F1                                                               | Nordeste de Yadkinville                                          | Yadkin                                                           | 36° 09′ N, 80° 39′ O                                             | 18:41                                                            | 2,3 km                                                           | Breve toque ao chão, danos apenas a árvores. Nenhum prejuízo financeiro foi relatado.                                                                            |
| F1                                                               | Leste de Yadkinville                                             | Yadkin                                                           | 36° 08′ N, 80° 37′ O                                             | 18:53                                                            | 1,8 km                                                           | Breve toque ao chão, danos apenas a árvores. Nenhum prejuízo financeiro foi relatado.                                                                            |
| F0                                                               | Região Lewisville                                                | Forsyth                                                          | 36° 06′ N, 80° 25′ O                                             | 19:30                                                            | 12,9 km                                                          | Danos apenas a árvores. Nenhum prejuízo financeiro foi relatado.                                                                                                 |
| F0                                                               | Região de Ceffo                                                  | Person                                                           | 36° 27′ N, 79° 03′ O                                             | 19:42                                                            | 1,6 km                                                           | Breve toque ao chão, nenhum dano relatado. |
| F0                                                               | Região de Oak Ridge (Carolina do Norte                           | Guilford                                                         | 36° 11′ N, 79° 59′ O                                             | 21:20                                                            | 8 km                                                             | Nenhum dano relatado. |
| F0                                                               | Norte de Olivia                                                  | Harnett                                                          | 35° 23′ N, 79° 07′ O                                             | 00:40                                                            | 19,3 km                                                          | Nenhum dano relatado. |
| Virginia                                                         |                                                                  |                                                                  |                                                                  |                                                                  |                                                                  | |
| F1                                                               | Noroeste de Ararat                                               | Patrick                                                          | 36° 38′ N, 80° 33′ O                                             | 17:22                                                            | 1 km                                                             | Breve toque ao chão, nenhum dano relatado. |
| F1                                                               | Norte de Alberta                                                 | Brunswick e Nottoway                                             | 36° 58′ N, 77° 52′ O                                             | 00:50                                                            | 6                                                                | Danos apenas a árvores. Cerca de 10.000 dólares em prejuízos. |
| F1                                                               | Região de Winterpock                                             | Chesterfield                                                     | 37° 21′ N, 77° 44′ O                                             | 02:29                                                            | 800 m                                                            | Breve toque ao chão, danos menores a uma residência. Cerca de 5.000 dólares em prejuízos.                                                                        |
| F1                                                               | Leste de South Hill                                              | Mecklenburg                                                      | 36° 44′ N, 78° 07′ O                                             | 02:55                                                            | 7,2 km                                                           | Danos a várias construções. Cerca de 5.000 dólares em prejuízos.                                                                                                 |
| F1                                                               | Sul de Beach                                                     | Chesterfield                                                     | 37° 17′ N, 77° 36′ O                                             | 04:15                                                            | 800 m                                                            | Breve toque ao chão, danos apenas a árvores. Cerca de 3.000 dólares em prejuízos.                                                                                |
| F1                                                               | Região de Varina                                                 | Henrico                                                          | 37° 28′ N, 77° 24′ O                                             | 05:15                                                            | 200 m                                                            | Breve toque ao chão, destelhamento de um galpão industrial. Cerca de 5.000 dólares em prejuízos.                                                                 |
| Fontes: NCDC Tornado History Project 7/7/05                      |                                                                  |                                                                  |                                                                  |                                                                  |                                                                  | |

### Eventos de 8 de Julho
| Lista de tornados confirmados - Sexta-feira, 8 de Julho de 2005 | Lista de tornados confirmados - Sexta-feira, 8 de Julho de 2005 | Lista de tornados confirmados - Sexta-feira, 8 de Julho de 2005 | Lista de tornados confirmados - Sexta-feira, 8 de Julho de 2005 | Lista de tornados confirmados - Sexta-feira, 8 de Julho de 2005 | Lista de tornados confirmados - Sexta-feira, 8 de Julho de 2005 | Lista de tornados confirmados - Sexta-feira, 8 de Julho de 2005                 |
| --------------------------------------------------------------- | --------------------------------------------------------------- | --------------------------------------------------------------- | --------------------------------------------------------------- | --------------------------------------------------------------- | --------------------------------------------------------------- | ------------------------------------------------------------------------------- |
| F#                                                              | Localidade                                                      | Condado                                                         | Coord.                                                          | Hora (UTC)                                                      | Comprimento da trajetória                                       | Danos                                                                           |
| Virginia                                                        |                                                                 |                                                                 |                                                                 |                                                                 |                                                                 |                                                                                 |
| F1                                                              | Norte de Capron                                                 | Southampton                                                     | 36° 43′ N, 77° 12′ O                                            | 06:20                                                           | 1,6                                                             | Breve toque ao chão, apenas danos mínimos. Cerca de 2.000 dólares em prejuízos. |
| F1                                                              | Região de Saluda                                                | Middlesex                                                       | 37° 36′ N, 76° 36′ O                                            | 0715                                                            | 4,8                                                             | Uma residência completamente destelhada. Cerca de 5.000 dólares em danos.       |
| Fontes: NCDC Tornado History Project 7/8/05                     |                                                                 |                                                                 |                                                                 |                                                                 |                                                                 |                                                                                 |

## Atlanta Motor Speedway
Às 8:45PM no Horário Padrão do Leste dos Estados Unidos (EST), um tornado com largura de mais de 800 m tocou ao chão perto de Atlanta Motor Speedway. É estimado que o tornado tivesse ventos de até 195 km/h no momento em que começou a afetar o complexo. Praticamente toda construção do complexo sofreu algum dano, sendo que alguns sofreram danos severos. Em alguns dos condomínios do complexos, houve destelhamentos. A maior parte das estruturas teve suas janelas estouradas. O placar do complexo foi levado pelo vento. A pista não foi danificada; no entanto, ficou cheia de escombros. O tornado continuou em sua trajetória de destruição em direção ao Aeroporto de Tara Field, a oeste do Atlanta Motor Speedway. Lá, onze aviões e cinco helicópteros foram danificados. Então, o tornado seguiu para o Reservatório de água "Edgar Blalock Raw". Neste momento, o tornado já tinha se enfraquecido e diminuído em tamanho e, posteriormente, seguiu para noroeste, adentrando o condado de Clayton, deixando de existir por volta das 9:04PM (EST).
Os danos causados pelo tornado foram extensos. Cerca de 40 milhões de dólares em danos foram relatados somente no Atlanta Motor Speedway; algumas construções tiveram que ser demolidas e reconstruídas. Perto do aeroporto, um posto de gasolina foi destruído e cerca de 60 residências foram seriamente danificadas; outras 600 foram danificadas em algum grau na trajetória de 14,5 km do tornado. Boa parte do condado de Henry ficou sem o fornecimento de energia elétrica.
No geral, o tornado causou 71,5 milhões de dólares em prejuízos. Apesar da destruição, nenhuma pessoa foi ferida pelo sistema.